# Luvly
A Luvly AB é uma fornecedora sueca de tecnologia automotiva e fabricante automotiva com sede em Estocolmo. Fundada em 2015, é especializada em tecnologia para design e produção eficientes de veículos elétricos leves.

## História
Em 2015, três empreendedores suecos de Estocolmo, Håkan Lutz, Björn Lindblom e David Egertz, fundaram a startup Luvly focada no desenvolvimento de tecnologias de veículos elétricos direcionadas às metrópoles europeias.
Após 8 anos de trabalho de construção e testes, no final de abril de 2023, a empresa apresentou um protótipo de um pequeno veículo de 2 lugares, o Luvly O hatchback. Com um conceito incomum que chamou a atenção da mídia global para uma pequena empresa sueca, até então desconhecida. O veículo de 2,7 metros foi desenvolvido com componentes leves, permitindo um baixo peso total de 380 quilos. A autonomia de 100 quilómetros é fornecida por uma bateria de 6,4 kWh, que pode ser removida e carregada numa tomada doméstica de 220-230 V. O chassi composto de sanduíche rígido e a célula de segurança são equipados com blocos de espuma auxiliares de absorção de energia para aumentar a segurança dos passageiros.
Um conceito incomum adotado pelo fabricante em relação à produção em massa planeada do futuro Luvly O é o desejo de enviar carros inacabados em conjuntos embalados da principal fábrica de produção. Eles serão montados posteriormente por microfábricas localizadas em locais estratégicos. A mídia percebeu essa ideia como uma analogia ao modo como as vendas de móveis funcionam na loja sueca IKEA. Esta política, aliada a um design simples e leve, permitirá a venda do Luvly em série por um preço de aproximadamente 10.000 euros, caso a empresa consiga implementar o projeto na produção. Os elementos pré-fabricados leves também devem ser fáceis de substituir em caso de danos. A empresa planeia coletar pedidos até ao final de 2023.
Em março de 2025 foi estabelecida uma parceria entre a Luvly AB e o conglomerado automotivo Stellantis. Em março de 2025 a Luvly AB estava em processo de angariar 5 milhões de euros em fundos próprios para continuar a expandir-se.

## Produtos
- Luvly 0 (2023)